# Yasmani Stambader
Yasmani Stambader (* 1991 in Hall in Tirol) ist ein österreichischer Schauspieler.

## Leben
Yasmani Stambader wuchs in Innsbruck/Tirol auf. Erste Bühnenerfahrungen sammelte er in mehreren Produktionen beim BogenTheater in Innsbruck.  Sein Schauspielstudium absolvierte er von 2017 bis 2020 an der Schauspielschule Zerboni in München.
2019 gastierte er bei den Altmühlsee-Festspielen als Musa in dem Theaterstück Verrücktes Blut. 2020 trat er in dem Theater-Projekt Sheyn vi di zibn veltn im Jüdischen Museum München und im Pathos Theater auf. 2021 spielte er am Zentraltheater München unter der Regie von Michele Cuciuffo, neben Ulrike Dostal und Wowo Habdank in dem Stück Unter Verschluss von Pere Riera die Rolle des  und persönlichen Referenten Cásares, den er als „Faktotum“ mit „hyänenhafter Selbstgewissheit“ verkörperte. Mit dieser Produktion trat er 2022 auch bei einem Gastspiel im Rahmen der 16. Wasserburger Theatertage am Theater Wasserburg auf.
Seit 2018 steht Stambader für Film- und Fernsehproduktionen vor der Kamera. Er begann seine TV-Karriere mit kleineren Rollen in den Fernsehserien Dahoam is Dahoam und Hubert und Staller. Anschließend folgten zwei Auftritte in der 2. und 3. Staffel der Vorabend-Serie Watzmann ermittelt.
In der 1. Staffel der Fernsehserie Sisi (2021) hatte er als ungarischer Aufständischer und Rebell Bela, der den österreichischen Kaiser Franz Joseph I. töten will, eine durchgehende Nebenrolle.
In der 15. Staffel der ZDF-Serie Die Bergretter (2023) spielte er eine dramatische Episodenhauptrolle als verletzter und orientierungsloser Bergführer Max Horvath.
In der 6-teiligen Fernsehserie Wer wir sind (2023) übernahm er eine durchgehende Nebenrolle als Polizist und Ermittler Ercan Inan. In der 15. Staffel der ZDF-Serie SOKO Stuttgart (2023) war er als tatverdächtiger und impulsiver Pfleger einer 75-jährigen Rentnerin zu sehen. In der 48. Staffel der ZDF-Krimiserie Der Alte (2024) übernahm Stambader eine Nebenrolle als tatverdächtiger Ex-Freund der Schwester einer getöteten Goldschmiedin.
Stambader, der auch die italienische Staatsbürgerschaft besitzt, lebt in München.

## Filmografie (Auswahl)
- 2020: Dahoam is Dahoam (Fernsehserie, eine Folge)
- 2020: Hubert ohne Staller: Daumen hoch (Fernsehserie, eine Folge)
- 2021: Watzmann ermittelt: Löwinnen (Fernsehserie, eine Folge)
- 2021: München Mord: Der Letzte seiner Art (Fernsehreihe)
- 2021: Sisi (Fernsehserie, sechs Folgen)
- 2021: Die Bergretter: Vierzehn Stufen (Fernsehserie, eine Folge)
- 2021: Käpt’n (Kurzfilm)
- 2022: Damaged Goods: Sorry I’m late, I didn’t... (Fernsehserie, eine Folge)
- 2022: Watzmann ermittelt: Zwei Väter (Fernsehserie, eine Folge)
- 2022: Laim: Laim und das Hasenherz (Fernsehreihe)
- 2023: Die Toten vom Bodensee – Der Nachtalb (Fernsehreihe)
- 2023: Wer wir sind (Fernsehserie, drei Folgen)
- 2023: Die Bergretter: Unter Verdacht (Fernsehserie, eine Folge)
- 2023: SOKO Stuttgart: Enkeltrick (Fernsehserie, eine Folge)
- 2024: Der Alte: Racheengel (Fernsehserie, eine Folge)
- 2024: Laim und die Toten ohne Hosen (Fernsehreihe)